# Zealandotachina lamellata
Zealandotachina lamellata là một loài ruồi trong họ Tachinidae.